# حسونة الشيخ
حسونة الشيخ (26 يناير 1977 -) لاعب كرة قدم أردني سابق. وأحد أفضل لاعبي نادي الفيصلي الأردني.
كانت البداية في صفوف نادي شباب الحسين، ثم انتقل إلى النادي الفيصلي، حيث شارك الفريق لأول مرة عربيا في البطولة العربية ابطال الكأس، عدا عن مشاركة الفريق في معظم المباريات المحلية والعربية والإقليمية وجمع البطولات الأردنية الأربعة (دوري - كأس - درع - كأس الكوؤس) لاكثر من مرة. واحترف في صفوف الرفاع البحريني وحصل على لقب أفضل لاعب بالدوري البحريني.

## مسيرته الرياضية
يعد حسونه من أبرز نجوم المنتخب الأردني، وشارك في الدورة الرياضية العربية في بيروت وعمان، وحقق الذهبية مع منتخب بلاده مرتين، كما شارك المنتخب في البطولة الآسيوية وكان أحد أهم نجوم الأردن في البطولة.
لعب حسونه بالنادي الفيصلي، كانت بداية الحقيقية في بدايه عام 1996, حين انضم للنادي الفيصلي وعمره 17 عاما، أولى مشاركاته مع الفيصلي كانت في بطولة كأس الكوؤس العربية في عمان، حيث كانت هذه البطولة بداية مولد النجم حسونه، ولم يتأخر في إظهار مواهبه الكامنة، ليسطع نجمه حيث ساهم بشكل فعال في وصول فريقه إلى المباراة النهائية لبطولة كأس الكؤوس العربية أمام أولمبيك خريبكه المغربي بعد أن سجل ثلاثية في مرمى الموردة السوداني.
وبعد ذلك استطاع حسونه ان يفرض نفسه على الساحة المحلية، لينضم فورا إلى المنتخب الوطني الذي شارك في بطولة كأس العرب في قطر، وسجل هدف الفوز في مرمى المنتخب الليبي، ومنذ تلك اللحظة حافظ على مقعده بين الأساسيين فشارك في تصفيات كأس العالم في فرنسا عام 1998 وقدم عروضاً جيدة، ثم ساهم بحصول المنتخب على الميدالية الذهبية في الدورة العربية الثامنة في بيروت، فكان من الأعمدة الرئيسية التي سطرت اسمها بأحرف من ذهب، ليلمع الذهب من جديد على صدر حسونه في دورة الحسين 99 (الدورة العربية التاسعة).
ومع ناديه الذي احبه، واصل حسونه مع الفيصلي مسيرة نيل اللالقاب، فاحرز مع الفيصلي أكثر من لقب لبطولة الدوري وكأس الأردن والدرع، وكأس الكوؤس، ليصل العدد إلى أكثر من 12 لقب.

### انتقالات اللاعب
| التاريخ         | النوع     | نقل من   | نقل الى  |
| --------------- | --------- | -------- | -------- |
| 19 ديسيمبر 2019 | إنهاء عقد | الفيصلي  |          |
| 30 نوفيمبر 2014 | إعتزال    | الفيصلي  |          |
| 2 يناير 2014    | إعارة     | الفيصلي  | صحم      |
| 28 أبريل 2011   | إنهاء عقد | الجيش    |          |
| 3 يناير 2011    | إعارة     | الفيصلي  | الجيش    |
| 15 مايو 2009    | إنتقال    | دبي      | الفيصلي  |
| 1 ديسيمبر 2008  | إنتقال    | البسيتين | دبي      |
| 25 سيتمبر 2008  | إعارة     | الفيصلي  | البسيتين |
| 11 يوليو 2006   | إنتقال    | الفيصلي  | الرفاع   |
| 5 أغسطس 2005    | إنتقال    | الرفاع   | الفيصلي  |
| 28 ديسيمبر 2004 | إنتقال    | الفيصلي  | الرفاع   |

## المشاركات الدولية
1994 : التصفيات الأسيوية لكأس آسيا للشباب.
1996 : التصفيات الآسيوية المؤهلة لكأس العالم 1998 فرنسا.
1997 : شارك مع المنتخب الأول في الدورة العربية وأحز مع المنتخب الميدالية الذهبية بعد الفوز على سوريا 1/0 في المباراة النهائية.
1999 : التصفيات الآسيوية المؤهلة لأولمبيات 2000 سيدني مع المنتخب الأولمبي
1999 : شارك من المنتخب الأول في الدورة العربية والتي أقيمت في عمان وأحرز معه على الميدالية الذهبية بعد الفوز على العراق في المباراة النهائية بركلات الترجيح.
2000 : التصفيات الآسيوية المؤهلة لكأس آسيا 2000، وبطولة غرب آسيا التي أقيمت في الأردن.
2001 : التصفيات الآسيوية المؤهلة لكأس العالم 2002، وبطولة مالطا الدولية.
2002 : نال لقب بطولة البحرين الدولية بعد مشاركة المنتخب الأردني بها، وفي نفس العام شارك في بطولة كأس العرب.
2003 : شارك مع المنتخب الزوطني في التصفيات الآسيوية المؤهلة لكأس آسيا 2004، وشارك في بطولة LG الدولية في ليبيا.
2004 : شارك مع المنتخب الأردني في بطولة كأس آسيا والتي أقيمت في الصين، وفي نفس العام شارك في بطولة غرب آسيا والتي أقيمت في إيران، والتصفيات الآسيوية المؤهلة لكأس العالم 2006 ألمانيا.
2006 : التصفيات الآسيوية لبطولة كأس آسيا 2007 .
2008 : بطولة غرب آسيا والتي أقيمت في إيران.
2010 : التصفيات الآسيوية المؤهلة لكأس آسيا 2011 في قطر، وبطولة غرب آسيا والتي أقيمت في الأردن.

## اعتزاله
اعتزل عام 2014 وشارك في مباراة اعتزال عام 2017 امام الزمالك المصري حيث انتهت المباراة بالتعادل 2 - 2.

## روابط خارجية
- حسونة الشيخ على موقع الاتحاد الدولي (مؤرشف)  (الإنجليزية)
- حسونة الشيخ على موقع ناشيونال فوتبول تيمز (الإنجليزية)
- حسونة الشيخ على موقع Soccerway.com (الإنجليزية)
- حسونة الشيخ على موقع كووورة